# 알코올 금단 증후군
알코올 금단 증후군(Alcohol withdrawal syndrome, AWS)은 과도한 사용 기간 후 알코올 사용이 감소한 후 발생할 수 있는 일련의 증상이다. 증상은 일반적으로 불안, 떨림, 발한, 구토, 빠른 심박수 및 미열을 포함한다. 더 심각한 증상에는 발작, 환각, 진전 섬망 (DT)이 포함될 수 있다. 증상은 일반적으로 마지막 술을 마신 후 약 6시간 후에 시작되며 24~72시간에 가장 심하고 7일 이내에 개선된다.
알코올 의존은 알코올 금단증상이 나타날 수 있다. 이것은 계획되거나 계획되지 않은 알코올 섭취 감소 후에 발생할 수 있다. 근본적인 메커니즘은 뇌에서 GABA 수용체의 감소된 반응성을 포함한다. 금단 절차는 일반적으로 CIWA-Ar( Clinical Institute Withdrawal Assessment for Alcohol scale)을 사용하여 따른다.
알코올 금단증상의 전형적인 치료는 클로르디아제폭시드나 디아제팜 과 같은 벤조디아제핀을 사용하는 것이다. 종종 주어진 양은 개인의 증상을 기반으로 한다. 티아민은 일상적으로 권장된다. 전해질 문제와 저혈당도 치료해야 한다. 조기 치료는 결과를 향상시킨다.
서구 세계에서는 약 15%의 사람들이 어느 시점에서 알코올 중독에 문제가 있다. 알코올은 중추 신경계를 억제하여 대뇌 메시징을 느리게 하고 신호를 보내고 받는 방식을 변경한다. 동일한 신체적, 정서적 결과를 얻으려면 점진적으로 더 많은 양의 알코올이 필요하다. 술꾼은 결국 육체적 갈망과 금단 증상을 피하기 위해 술을 마셔야 한다. 알코올 중독 환자의 약 절반은 사용을 줄이면 금단 증상이 나타나며 4%는 심각한 증상이 나타난다. 심각한 증상을 보이는 사람들 중 최대 1%가 사망한다.진전섬망이 아닌경우 진전섬망이라면 병원에 가야한다 사망율 25% 알코올 금단증상은 적어도 기원전 400년에 히포크라테스에 의해 기술되었다. 그것은 1700년대까지 널리 퍼진 문제가 된 것으로 생각되지 않는다.

## 징후 및 증상
알코올 금단의 징후와 증상은 주로 중추 신경계에서 발생한다. 금단의 심각성은 수면 장애 및 불안과 같은 경미한 증상에서 알코올 환각, 진전 섬망 및 자율신경계 불안정과 같은 심각하고 생명을 위협하는 증상까지 다양할 수 있다.
금단은 일반적으로 마지막 음주 후 6-24시간 후에 시작된다. 최대 1주일 동안 지속될 수 있다. 알코올 금단 증후군으로 분류되기 위해서는 환자가 손 떨림 증가, 불면증, 메스꺼움 또는 구토, 일시적 환각(청각, 시각 또는 촉각), 정신 운동 동요, 불안, 전신 긴장 간대 발작, 및 자율 불안정 .
증상의 중증도는 여러 요인에 의해 결정되며, 가장 중요한 요인은 알코올 섭취의 정도, 개인이 알코올을 사용한 기간 및 알코올 금단의 이전 이력이다. 증상도 함께 그룹화되고 분류된다.
- 알코올 환각증: 환자는 일시적인 시각적, 청각적 또는 촉각적 환각을 갖지만 그 외에는 분명하다.
- 금단 발작: 발작은 금주 후 48시간 이내에 발생하며 단일 전신 강직 간대 발작 또는 여러 발작의 짧은 에피소드로 발생한다.[11]
- 진전 섬망: 아드레날린 과민성 상태, 방향 감각 상실, 떨림, 발한, 주의력/의식 장애, 시각 및 청각 환각.

### 진행
마지막 음료를 마신 후 6~12시간 후에 떨림, 두통, 발한, 불안, 메스꺼움 또는 구토와 같은 금단증상이 나타날 수 있다. 중단 후 12~24시간이 지나면 상태가 혼돈, 환각 (현실 인식과 함께)과 같은 주요 증상으로 진행될 수 있지만 덜 심각한 증상은 지속되어 떨림, 초조, 과잉행동 및 불면증을 포함하여 발전할 수 있다.
마지막 에탄올 섭취 후 12-48시간에 3-5%의 사례에서 발생하는 전신 강직-간대 발작의 가능성이 예상되어야 한다. 한편, 초기 금단 증상 중 어느 것도 일반적으로 완화되지 않을 것이다. 발작은 알코올 중독자에게 심각한 합병증과 사망의 위험이 있다.
환자의 상태는 일반적으로 48시간 후에 개선되기 시작하지만, 금단 증상은 때때로 심각도가 계속 증가하여 금단의 가장 심각한 단계인 진전 섬망으로 진행한다. 이는 해독을 경험하는 환자의 5~20%, 치료를 받지 않은 경우의 1/3에서 발생하며 현실과 구별할 수 없는 환각, 심한 혼란, 발작, 고혈압, 어디에서나 지속될 수 있는 발열이 특징이다. 4일부터 12일까지.

### 장기 금단
장기간의 알코올 금단 증후군은 금단 증상이 급성 금단 단계를 넘어 계속될 때 많은 알코올 중독자에게 발생하지만 일반적으로 아급성 수준의 강도로 시간이 지남에 따라 점차적으로 감소한다. 이 증후군은 때때로 포스트 급성 금단 증후군 이라고 한다. 일부 금단 증상은 알코올 중단 후 최소 1년 동안 지속될 수 있다. 증상에는 알코올에 대한 갈망, 일반적으로 즐거운 일에서 즐거움을 느낄 수 없음(쾌락 감 이라고 함), 감각이 흐려짐, 방향 감각 상실, 메스꺼움 및 구토 또는 두통이 포함될 수 있다.

## 병태생리학
알코올의 만성적인 사용은 특히 GABAergic 시스템에서 뇌 화학의 변화로 이어진다. 유전자 발현의 변화와 GABA <sub id="mwtg">A</sub> 수용체 의 하향 조절과 같은 다양한 적응이 일어난다. 급성 알코올 금단 현상 동안 GABA A 수용체를 포함하는 alpha4의 상향 조절 및 GABA A 수용체를 포함 하는 alpha1 및 alpha3의 하향 조절과 같은 변화도 발생한다. 금단증상 중 발생하는 신경화학적 변화는 급성 해독에 사용되는 약물로 최소화할 수 있다. 알코올과 교차 내성 약물을 금하면 신경화학의 이러한 변화가 점차 정상으로 돌아올 수 있다. NMDA 시스템에 대한 적응은 반복적인 알코올 중독의 결과로 발생하며 알코올 금단 증후군 동안 중추 신경계의 과흥분성에 관여한다. 만성 음주 중에 상승되는 호모시스테인 수치는 금단 상태에서 더욱 증가하여 흥분독성 을 유발할 수 있다. ECG의 변화(특히 QT 간격의 증가) 및 EEG 이상(비정상적으로 정량화된 EEG 포함)은 조기 중단 중에 발생할 수 있다. 시상하부-뇌하수체-부신 축의 기능 장애와 코르티코트로핀 방출 호르몬의 증가된 방출은 급성 및 장기 금주 기간 동안 발생하며 급성 및 장기간 금단 증상에 기여한다. 장기간 금단 의 일부로 지속될 수 있는 무쾌감 / 불쾌감 증상은 도파민 활동 저하로 인한 것일 수 있다.
킨들링은 반복적인 알코올 해독으로 인해 금단 증후군의 중증도가 증가하는 현상이다. 예를 들어, 폭음자는 처음에는 금단 증상을 경험하지 않을 수 있지만 알코올 사용 기간이 끝나고 중단할 때마다 금단 증상이 심각해지며 결국 경련성 발작을 동반한 완전한 진전 섬망을 초래할 수 있다. 해독 중 발작을 경험한 알코올 중독자는 금단 기간 동안 발작이 없는 환자보다 이전에 알코올 해독을 경험했을 가능성이 더 크다. 또한, 이전에 금단 증후군이 있었던 사람들은 의학적으로 복잡한 알코올 금단 증상을 가질 가능성이 더 높다.
킨들링은 합병증을 유발할 수 있으며 재발, 알코올 관련 뇌 손상 및 인지 장애의 위험을 증가시킬 수 있다. 만성 알코올 남용 및 여러 알코올 금단을 통한 점화는 GABA A 수용체에 영구적인 변화를 초래할 수 있다. 점화 이면의 메커니즘은 일부 신경 시스템의 민감화와 점점 더 심한 신경 화학적 불균형으로 이어지는 다른 신경 시스템의 둔감화이다. 이것은 차례로 불안, 경련 및 신경 독성 을 포함한 더 심오한 금단 증상으로 이어진다.

## 진단
많은 병원에서 현재 금단의 수준과 그에 따른 필요한 약물의 양을 평가하기 위해 CIWA( 임상 연구소 금단 증상 평가 ) 프로토콜을 사용한다. 알코올 과용이 의심되지만 음주 이력이 불분명한 경우 탄수화물 결핍 트랜스페린 또는 감마글루타밀 트랜스퍼라제의 상승된 값에 대한 검사는 알코올 과용 및 의존의 진단을 보다 명확하게 하는 데 도움이 될 수 있다. CIWA는 또한 알코올 금단의 생명을 위협하는 특성으로 인해 환자를 보다 효율적으로 평가할 수 있도록 유효성과 신뢰성을 유지하면서 단축되었다(현재 CIWA-Ar).

## 치료
벤조디아제핀은 증상 관리와 발작 예방에 효과적이다. 특정 비타민은 또한 알코올 금단 증후군 관리의 중요한 부분이다. 증상이 심한 경우 입원 치료가 필요한 경우가 많다. 증상이 덜한 환자의 경우 매일 의료 제공자를 방문하여 집에서 치료할 수 있다.
알코올 중독자는 종종 다양한 영양소가 결핍되어 있으며, 이는 베르니케 증후군 발병과 같은 알코올 금단 현상 동안 심각한 합병증을 유발할 수 있다. 베르니케 증후군을 예방하려면 충분한 양의 티아민과 엽산이 포함된 종합 비타민제를 이러한 개인에게 투여해야 한다. 금단증상 동안에는 탄수화물을 함유한 액체나 음식을 시작하기 전에 예방적으로 티아민, 엽산, 피리독신을 정맥 주사하는 것이 좋다.